# 박만순
박만순(朴萬順, 생몰년 모름)은 조선 말기의 판소리 명창이다. 전라북도 고부군 출신이다.
가왕(歌王) 송흥록의 수제자로 동편제 판소리의 거장이다. 세도가인 김병기의 총애를 받다가 김병기가 실권하자 대원군의 초청에도 응하지 않고 절개를 지킨 것으로 유명하다. 성격이 호탕하고 소리의 폭이 커서 8명창 직후 판소리계의 손꼽히는 명창이다. 우조를 주로 쓰고 점잖으면서도 국이 큰 소리를 했다. 
《춘향가》 중 〈사랑가〉, 〈옥중가〉와 《적벽가》 중 〈화룡도〉를 잘 불렀고, 《춘향가》 중에서 춘향이 옥중에서 몽유하는 대목이 그의 더늠이라 한다.